# Serguéi Kuzmín (boxeador)
Serguéi Vasílievich Kuzmín –en ruso, Сергей Васильевич Кузьмин– (Kolchugino, URSS, 24 de junio de 1987) es un deportista ruso que compite en boxeo.
Ganó dos medallas en el Campeonato Europeo de Boxeo Aficionado, oro en 2010 y plata en 2013, ambas en el peso superpesado.
En noviembre de 2014 disputó su primera pelea como profesional. En su carrera profesional tuvo en total 18 combates, con un registro de 16 victorias y 2 derrotas.

## Palmarés internacional
| Campeonato Europeo | Campeonato Europeo  | Campeonato Europeo | Campeonato Europeo |
| Año                | Lugar               | Medalla            | Categoría          |
| ------------------ | ------------------- | ------------------ | ------------------ |
| 2010               | Moscú (Rusia)       | Medalla de oro     | +91 kg             |
| 2013               | Minsk (Bielorrusia) | Medalla de plata   | +91 kg             |